# 英國王室勳章

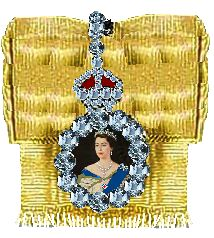
伊利沙伯二世王室勳章徽章

英國王室勳章是獎勵英國王室的女性成員，因為女性普遍不會配戴獎章。王室勳章為君主個人封賞，並不是國家勳章之一。其他君主制國家如挪威、瑞典、丹麥和湯加均有設立王室勳章。

## 歷史

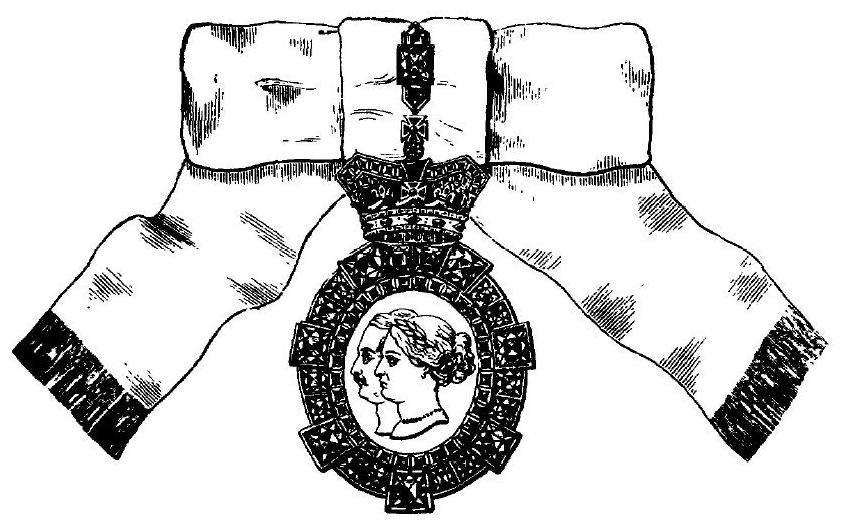
第一等維多利亞和阿爾伯特皇室勳章的徽章

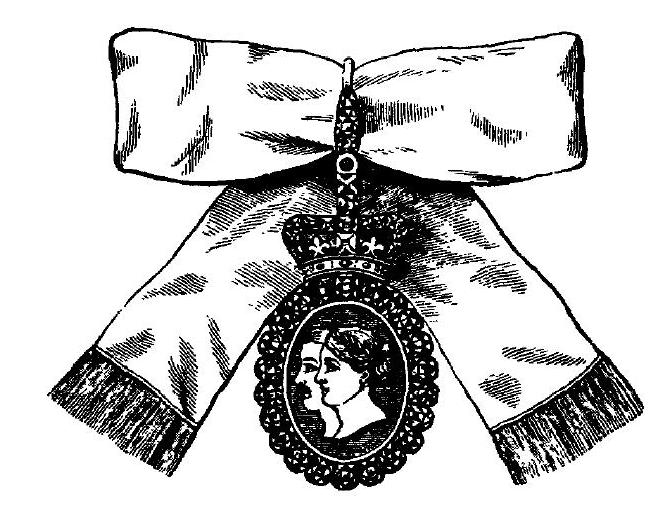
第二等維多利亞和阿爾伯特皇室勳章的徽章

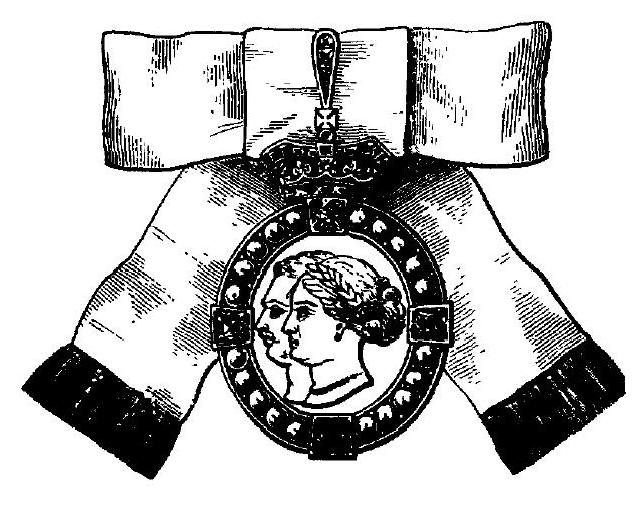
第三等維多利亞和阿爾伯特皇室勳章的徽章

喬治四世在攝政期間和攝政之後頒發第一個王室勳章。在1820年之前，他開始向英廷的男性及女生，特別是王室女性成員頒發王室勳章。他的皇室勳章在外觀上相當華麗，他肖像框架是菱形橡樹葉和橡子。徽章懸掛在白色絲綢蝴蝶結上，男女各異。肯特維多利亞公主（後來維多利亞女王）年輕時從叔叔那裡獲得此勳章。
喬治四世之後，每個繼任的君主，除威廉四世和愛德華八世外，均頒發自己的王室勳章。
維多利亞女王統治時期，王室勳章略有變化。當維多利亞登基時並沒有制定王室勳章，直到她結婚後於1862年頒發維多利亞和阿爾伯特王室勳章。該勳章包括維多利亞和阿爾伯特的浮雕肖像，並懸掛在白色絲綢蝴蝶結上。之後再沒有其他王室勳章描繪了君主及其配偶的肖像。

## 類似的勳章
亞歷山德拉王后女士勳章通常被人誤以為「亞歷山德拉王后王室勳章」。它不是官方正式勳章，而是亞歷山德拉王后獎勵為自己及王室服務的人而設的私人封賞。它是由懸掛在紅白絲帶上的愛德華七世和亞歷山德拉寶石浮雕肖像所組成。 
對於她的Mistress of the Robes，亞歷山德拉王后提供了類似但較大版本的王室勳章，在其中肖像部份是沒有她的丈夫。繼位的王后都跟隨她而為Mistress of the Robes提供一個用緞帶掛著的寶石肖像浮雕，以此作為他們Mistress of the Robe的證明。
那些曾擔任伊莉莎白二世女王Mistress of the Robes的人獲得了與王室勳章設計相似的胸針: 一個鑲上寶石並懸掛在黃色緞帶上的王家標誌，以供在國家場合或其他正式場合下佩戴。女王的其他女侍官則會佩戴著自己獨特胸針: 一個鑲上寶石並懸掛在粉紅色緞帶上的「E」字。

## 設計
王室勳章主要由標章及佩帶組成。標章上印有君主的肖像並鑲上鑽石，而襟章會懸掛在佩帶上。每個王室勳章的佩帶會隨每個君主而變化：愛德華七世由紅色，藍色和白色（類似於皇家維多利亞勳章的顏色）組成，喬治五世的顏色為淺藍色，而喬治六世的則為玫瑰粉紅色。標章上的君主肖像通常穿著制服（如果是男性）或晚禮服（如果是女性）。
伊麗莎白二世女王的王室勳章標章部分繪上穿著晚禮服並配戴嘉德勳章佩帶及星章的女王。君主的肖像部分由象牙製成（自2017年起改為玻璃製成），周圍用鑽石圍邊，上面鑲有用鑽石和紅色琺瑯組成的都鐸王冠。標章背面鍍銀，上面以金和琺瑯印上王家標誌和聖愛德華王冠。勳章的佩帶為一個淡黃色的蝴蝶結。

## 佩戴方式

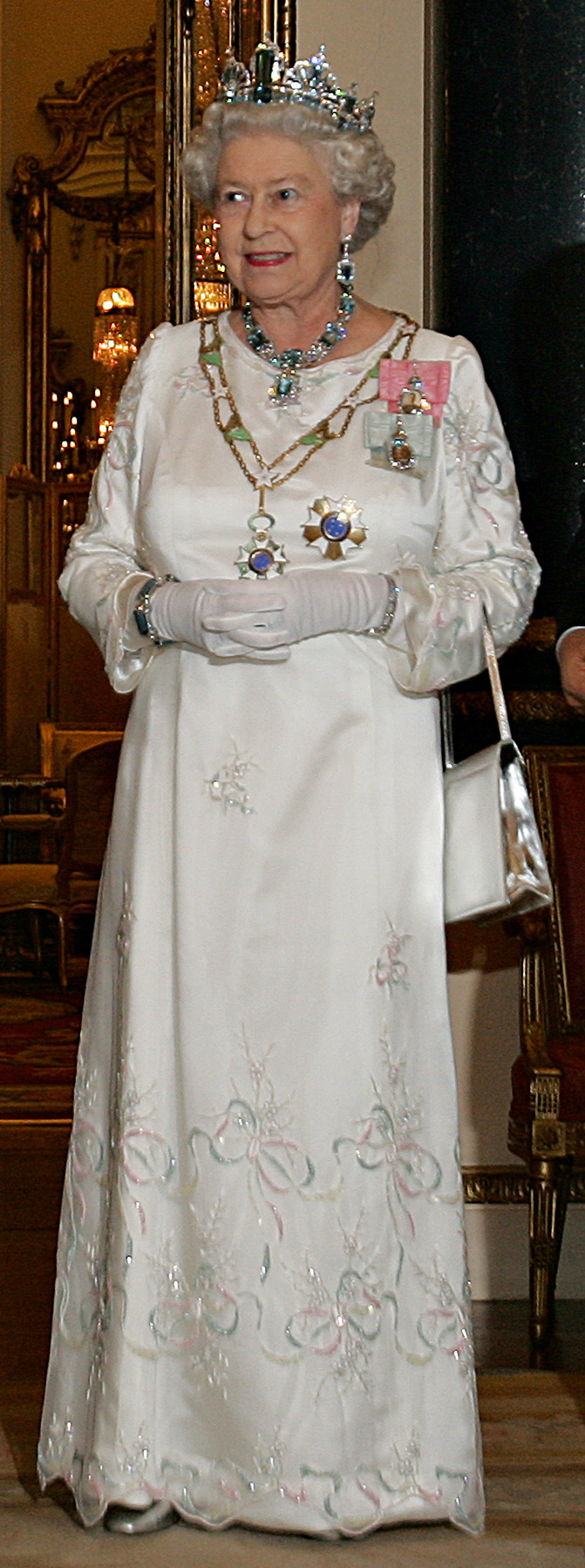
伊麗莎白二世於2006年佩戴喬治五世國王（她的祖父）和喬治六世國王（她的父親）的王室勳章。她同時佩戴了巴西南十字勳章的星章和領環。

在正式場合中若佩戴了勳章，就要把王室勳章佩戴在左肩上。如果左肩已穿戴勳章佩帶，就要把王室勳章佩戴於佩帶上。若果要佩戴多於一個的王室勳章，則最近獲授的勳章放在最上。 
女士可以佩戴多於一個的王室勳章。伊麗莎白二世會佩戴她祖父喬治五世和她父親喬治六世的王室勳章（但不會佩戴自己的王室勳章）。雅麗珊郡主則會佩戴喬治六世和伊麗莎白二世的王室勳章。只會佩戴伊麗莎白二世王室勳章的人有安妮長公主、康沃爾公爵夫人卡米拉、愛丁堡公爵夫人蘇菲和劍橋公爵夫人嘉芙蓮。
伊利莎白皇太后、瑪嘉烈公主和告羅士打公爵夫人愛麗斯王妃在生前會佩戴喬治五世、喬治六世和伊麗莎白二世的王室勳章，阿斯隆伯爵夫人愛麗絲公主則會佩戴愛德華七世、喬治五世、喬治六世和伊麗莎白二世的王室勳章。她和瑪麗王后為最後擁有維多利亞和阿爾伯特皇室勳章的兩個人。除此之外，瑪麗王后同時為唯一一個擁有5個王室勳章的人。威爾斯王妃戴安娜在生前只有佩戴過伊麗莎白二世的王室勳章。
與王室成員結婚並不會自動授予王室勳章。雖然威爾斯王妃、愛丁堡公爵夫人、康沃爾公爵夫人和劍橋公爵夫人都授予王室勳章，但根德米高王妃和薩塞克斯公爵夫人梅根都沒有授予。同時，並非所有王室女性成員都會授予，現時所有女王的孫女都未獲授王室勳章。

## 圖庫

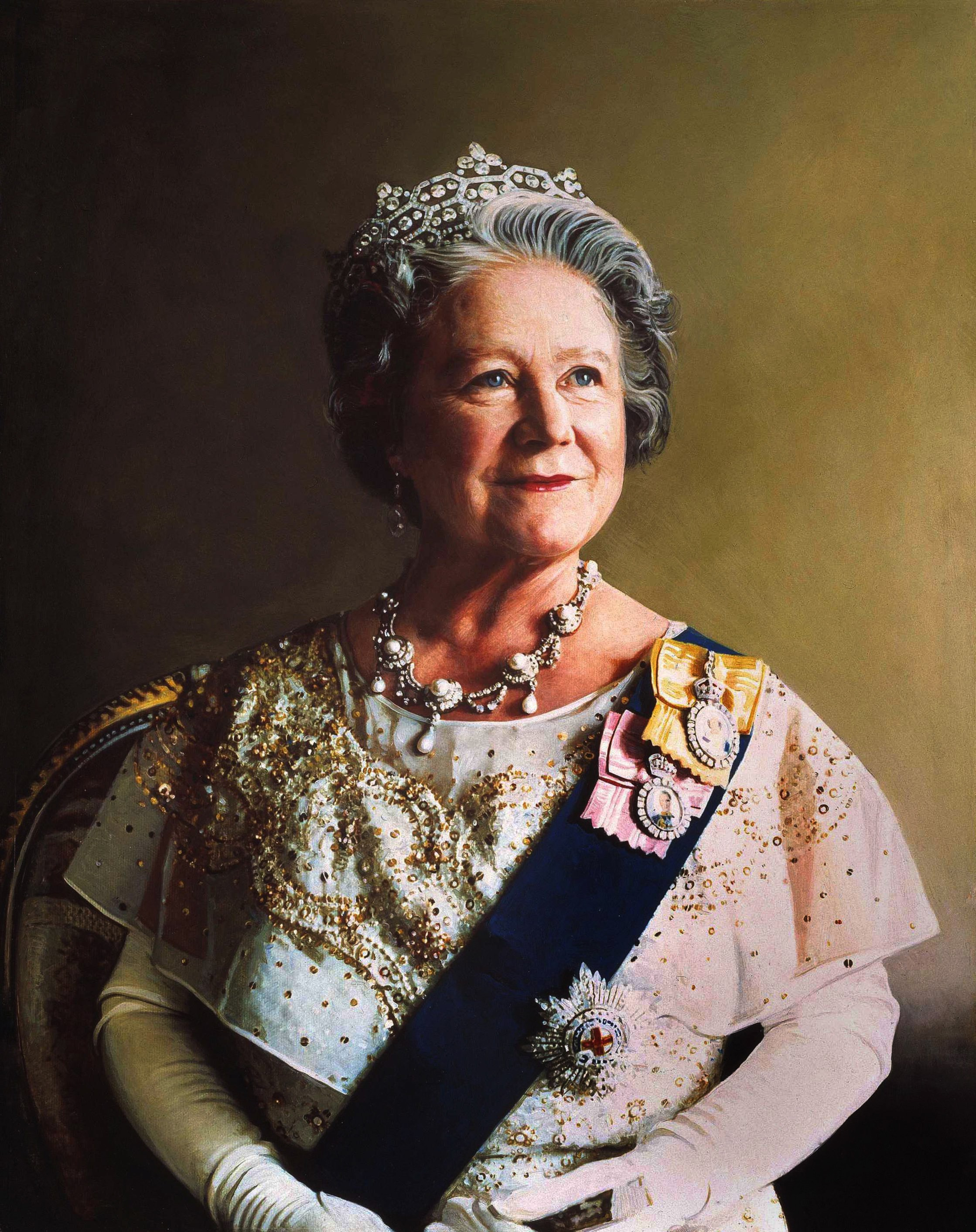
佩戴著勳章的伊利莎伯皇太后圖片
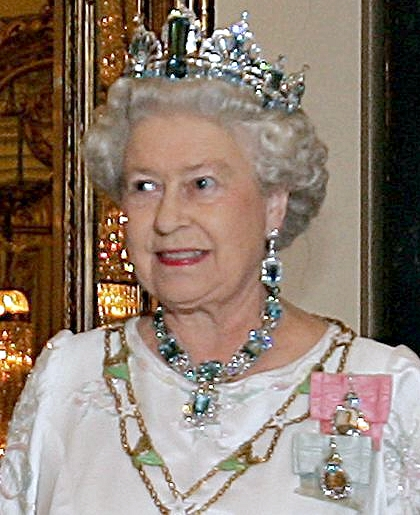
伊利莎伯二世女王佩戴著她的勳章
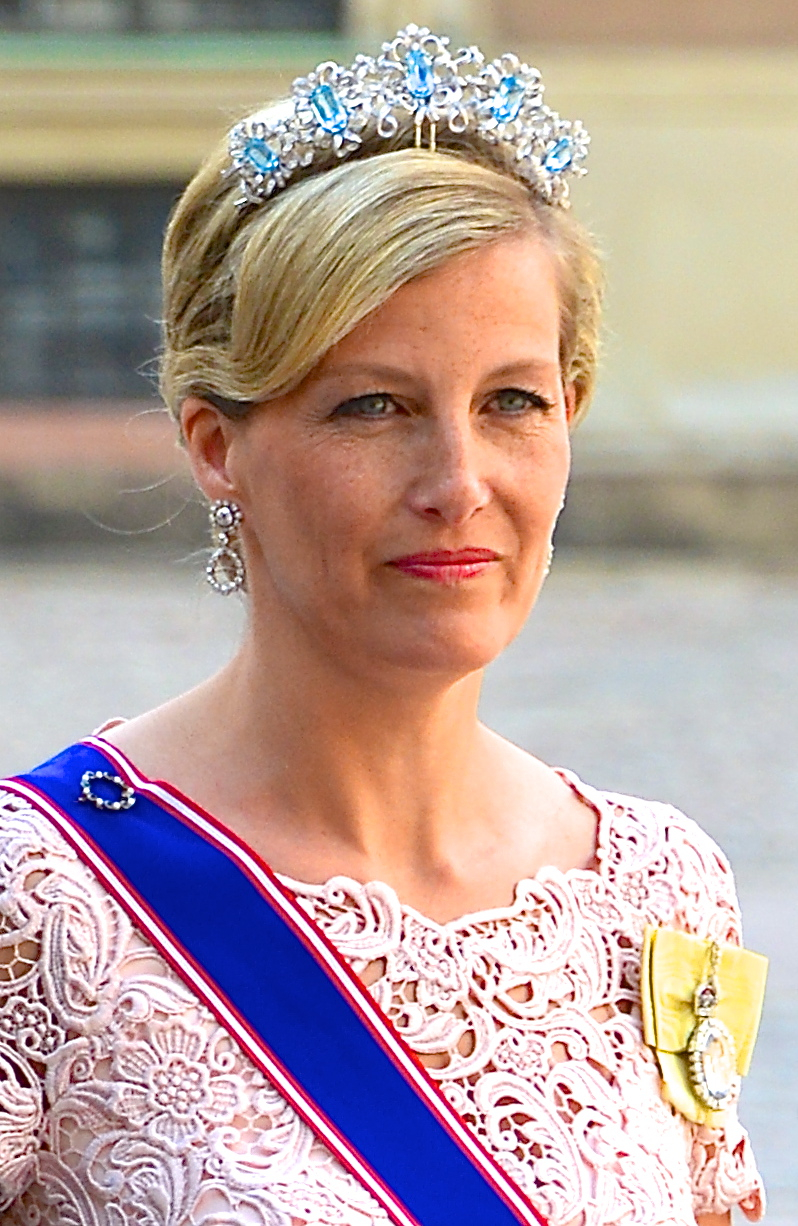
愛丁堡公爵夫人蘇菲佩戴著她的勳章

## 英國王室勳章列表
- 喬治四世王室勳章 (1811/1821)
- 維多利亞及阿爾伯特皇室勳章 (1862)
- 愛德華七世王室勳章 (1901)
- 喬治五世王室勳章 (1911)
- 喬治六世王室勳章 (1937)
- 伊麗莎白二世王室勳章 (1953)
- 查理斯三世皇室勳章 (2024)

## 外部連接
- medals.org.uk所有王室勳章的照片 （页面存档备份，存于）（英文）